# La Traza
La Traza va ser una organització paramilitar i filofeixista creada a Barcelona el 1923, poc abans del cop d'estat del general Miguel Primo de Rivera, i que estava sustentada en la ideologia de la Milizia Feixista italiana i supervisada, oficiosament, per oficials de les guarnicions militars de Barcelona i la Capitania General de Catalunya.
El seu origen neix del decaïment del Sindicat Lliure i un cert auge del jaumisme, a manera de força de xoc, més radical que el sometent, contra les vagues i els moviments polítics i socials democràtics dins de la ciutat. Es va enquadrar dins de l'entorn ideològic de grups radicals establerts en altres llocs com La Acción, del radical maurista Manuel Delgado Barreto.
Va publicar el seu Manifest el juliol de 1923 i s'oferí a Primo de Rivera com a força paramilitar per difondre i imposar la seva dictadura. Primo de Rivera aleshores tenia dubtes respecte a la futura estructura de l'Estat i als instruments de suport que usaria o crearia, a més de l'exèrcit, per mantenir el poder i el control social. Així, La Traza, que havia manifestat la seva voluntat a convertir-se en partit polític únic (Federació Cívico-Sometenista), va participar amb uns 300 membres en la rebuda dispensada a Primo de Rivera al seu retorn d'Itàlia a la fi de 1923 al crit de "¡Por España!, ¡viva La Traza!". Dins de l'estratègia indecisa de Primo de Rivera, va rebre els representants de la Traça en audiència al desembre de 1923. En 1924, Primo de Rivera va optar per un model més proper al sometent i a l'estructura de la seva Unión Patriótica (UP), la qual cosa va provocar que la majoria dels trazistas ingressessin en la UP a l'abril de 1924. Una part dels membres de la Traza no van acceptar la seva integració en UP i es van incorporar a altres formacions radicals com Derecha Social o Peña Ibérica, i encara que van estar actius encara tot l'any 1925, l'entitat va desaparèixer oficialment en 1926. Un grupuscle es va mantenir, no obstant això, fins a l'arribada de la Segona República sota la direcció i ordres del capità Alberto Ardanaz, si bé van acabar sent absorbits per Falange Espanyola.